# Волкова, Александра Павловна
Александра Павловна Волкова (1903—1994) — доярка племенного молочного совхоза «Караваево» Костромского района Костромской области, Герой Социалистического Труда (1948).

## Биография
Родилась 26 марта 1903 года в деревне Зубино (сейчас это — Костромской район) Костромской области в крестьянской семье.
В начале 1930-х стала работать дояркой в ближайшем племсовхозе «Караваево».
Первоначально совхозные коровы показывали надои 3 литра в день. Благораря усилиям Александры Павловны надои возросли до 60 литров.
В 1930-х годах местными специалистами под руководством старшего зоотехника совхоза С. И. Штеймана была выведена новая порода крупного рогатого скота, отличающаяся особо высокими надоями и известная сейчас как Костромская. Племсовхоз стал давать рекордные удои молока и достижения караваевцев стали известны не только на весь Советский Союз, но и за границей.
В конце 1936 года в караваевском стаде было много коров-рекордисток, каждая из них могла дать за год больше 7 тысяч литров молока.
Во время войны, несмотря на все трудности, удалось сохранить племенное ядро новой породы. Племхоз снабжал молоком и маслом детские сады, госпитали и воинские части. В 1944 году была официально утверждена Костромская порода крупного рогатого скота.
В 1947 году в среднем от каждой из 8 коров доярка А. П. Волкова получила по 5917 килограммов молока или 222 килограмма молочного жира.
Указом Президиума Верховного Совета СССР от 25 августа 1948 года за получение высокой продуктивности животноводства в 1947 году Волкова Александра Павловна удостоена звания Героя Социалистического Труда с вручением орден Ленина и золотой медали «Серп и Молот».
Умерла 25 декабря 1994 года в городе Волгореченск.

## Награды
- Герой Социалистического Труда (1948)
- Орден Ленина (1948)
- медали